# 北野英明
北野 英明（きたの ひであき（えいめい）、1941年9月22日 - ）は、日本の漫画家、アニメーター。神奈川県横浜市出身。麻雀劇画や原作付きの作品が多い。麻雀の打ち手としては1974年第1期王位戦、1983年第14期名人戦で決勝進出（どちらも5人打ち）の実績がある。

## 経歴
少年のころから絵を描くのが好きで、やがて漫画も描くようになる。横浜商業高校在学中に少女漫画『三つの願い』でデビューした後に手塚治虫と知り合い、卒業後に弟子入りしてアシスタントとしても務める。虫プロダクションにて『どろろ』『ジャングル大帝』『あしたのジョー』等の作画監督や演出を務めた後、29歳の時に独立して漫画家へ。代表作の『牌の魔術師』は、日本で麻雀漫画が連載となった最初の作品であるとされる。漫画家時代の唯一の親友と言えるのは、手塚プロ入社時から同じ歳で漫画を引退するまで付き合いのあった村野守美であった。コピーライターの北野早苗は娘。
2020年現在、虫プロ・麻雀関係者ともに連絡先を知るものがおらず消息不明となっている。

## 作品リスト
- カレルギー伯
- 北野英明 麻雀傑作シリーズ
- 金曜日の寝室（原作：阿部牧郎）
- グリーンの野望
- 東京探偵物語（原作：加野厚）
- ギャンブラーの詩（原作：阿佐田哲也・井上康）
- サイボーグ・エース
- 牌師（原作：山根泰昭）
- 雀鬼郎
- 雀狂哀歌
- 麻雀仕掛人紅子（原作：岡田和裕）
- 麻雀放浪記
- 麻雀群狼伝
- 麻雀八犬伝
- 麻雀水滸伝
- 麻雀魔性伝
- 雀剣示現流
- 青春牌の譜跡
- ロックの雀風
- 迷宮の発牌
- やさぐれ雀士
- いかさま雀鬼（原作：山田克郎）
- 勝負星
- 情事の会議室
- 玉三郎（原作：さむらい十騎）
- 大陸博徒
- 情事の学校
- 誘惑コネクション
- キャリア・ガールズ
- ギャンブルGメン
- 神社へ行こう
- 牧口先生
- 黒の系譜
- リボンの騎士（少女フレンド掲載版、作画担当。原案：手塚治虫）
- どろろ・小説版（絵を担当。原作：手塚治虫・文：辻真先）
- 夢が叶う本（原著：深見東州、やまさき拓味と共同作画）

### テレビアニメ
（旧）虫プロのテレビアニメの演出家として
- 鉄腕アトム（虫プロ、演出）
- ジャングル大帝（虫プロ、演出）
- 新ジャングル大帝 進めレオ!（演出）
- 悟空の大冒険（演出）
- リボンの騎士（演出）
- 0マン（パイロットフィルム原動画）
- どろろ（演出）
- あしたのジョー（演出）

## アシスタント
- 地引かずや - 連載多数。
- しのはら勉 - 代表作　酎ハイレモン、ヤングマガジン、その他多数。
- 江田健三 - 蕎麦屋の出前待ちで北斗プロ（北野プロ）に初めて出前して北野英明に感銘し、北野英明のアシスタントを数年務めて麻雀劇画で連載デビュー後に麻雀劇画家を10年程続ける。
- 野口正太 - パチンコ漫画家。北斗プロを出た後に北海道を数ヶ月旅して、その後パチンコ漫画でデビュー。連載多数、単行本は未発表。
- 高梨としみつ - 小学館『DIME』誌上にて漫画『シンイチローに訊け』でデビュー。単行本作品多数。多彩な絵柄を誇り、イラストレーターとしても現在活動中。
- 竹内正輝 - 単行本1冊だけ漫画デビュー後に、ロシアンラリー・オフロードバイクレース・オフロードバイクツーリングをしながら20年近くプロアシ生活を経て現在の妻と出会い、結婚後に業界から引退しサラリーマン生活を送る。アシスタント歴は、ゆでたまごのアシスタントを1年半して宗教に誘われ入会後にアシスタントを退職。良い思い出はスタッフ総出の海外旅行のみ。ゆでたまごの妻は優しいがゆでたまごには虐められた（キン肉マン時代にチーフ・アシスタントのおおつぼマキと出会う）、北野英明アシ2年・村野守美アシ3年弱（村野作品でデビューさせてもらい、村野の指示で作品のネームや構成や代筆やカラー原稿の塗り方を締切の遅さの対応を教えて貰う）・和田純一2年（オートバイを速く乗る方法を教えて貰う）・おおつぼマキ アシ12年、石田敦子臨時アシ、その他敬称略その他多数の臨時アシ経験有り。貧民の食卓終了後、おおつぼマキの連載復帰待ちでコミックパンチで数人の専属アシをトータル2年務め、業界を引退する。現在はサラリーマン。